# Голењачки живац
Голењачки живац или тибијални нерв (лат. n.tibialis) главни је периферни нерв доњег екстремитета, који има неколико кожних и моторичких функција у нози и стопалу. Овај моторни  и сензорни живац, лежи на голењачкој (тибијалној) ивици двоглавог мишића, одакле затим иде споља испод главице лисне кости (фибуле) и дели се на две гране; дубоки лишњачки живац (лат. n. peroneus profundus) и површни лишњачки живац (лат. n. peroneus superficialis).

## Анатомија
Голењачки живац је грана великог седално живца која настаје на врху поплитеалне јаме. Путује кроз поплитеалну јаму, дајући гране мишићима у површном задњем делу ноге. Овде, голењачки живац такође ствара гране које доприносе суралном нерву, који инервише постеролатерални део ноге.
Голењачки живац наставља свој ток низ ногу, постериорно од голењаче и током спуштања, инервише дубоке мишиће задње стране ноге.
У подножју, нерв пролази позади и доле до медијалног маллеола, кроз структуру познату као тарзални тунел. Овај тунел је супериорно прекривен ретинакулумом флексора. Унутар овог тунела,  из тибијалног нерва настају гране да би обезбедиле кожну инервацију ноге све до пете
Непосредно дистално од тарзалног тунела, голењачки живац се завршава  дељењем на сензорне гране које инервишу табан.

### Моторне функције
Голењачки живац инервише мишиће задњег дела ноге и већину унутрашњих мишића стопала .

#### Задњи део ноге
Мишићи задњег дела ноге организовани су у површински и дубоки одељак. Све их инервише голењачки живац.
Површно
- Табански мишић (lat. m. plantaris) – плантарна флексија скочног зглоба.
- Широки листолики мишић (lat. m. soleus) – плантарна флексија скочног зглоба.
- Трбушасти мишић листа (lat. m. gastrocnemius)  – флексија колена и плантарна флексија скочног зглоба.

Дубоко
- Заколени мишић (lat. m. popliteus)  – „откључава“ колено бочном ротацијом бутне кости на тибији.
- Дуги прегибач палца (lat. m. flexor hallucis longus)  – флексија великог прста и плантарне флексије скочног зглоба
- Дуги прегибач прстију (lat. m. flexor digitorum longus)  – флексија 2 до 5 прста и плантарна флексија скочног зглоба.
- Задњи голењачки прегибач (lat. m. tibialis posterior)  – инверзија стопала и плантарна флексија скочног зглоба.

Медијалне и латералне плантарне гране голењачког живца обезбеђују инервацију унутрашњих мишића стопала (осим крарког испруживача прстију (lat. m. extensor digitorum brevis) и кратког испруживача палца (lat. m. extensor hallucis brevis)  – који су инервисани дубоким лисним живцем  .

### Сензорне функције
У поплитеалној јами, голењачки живац даје кожне гране. Оне се комбинују са гранама из  заједничког голењачког  живца да би формирали сурални живац. Овај сензорни нерв инервише кожу постеролатералне стране ноге и бочне стране стопала.
Голењачки живац  такође инервише сав табан преко три гране:
- Медијалне калканеалне гране:  која настаје унутар тарзалног тунела и инервише кожу преко пете.
- Медијалног плантарног живца: који инервише плантарну површину медијалне три и по прста и припадајућу област табана.
- Латералног плантарног нерва: који инервише плантарну површину бочног једно и по прста и припадајућу област табана.

## Клинички значај
Оштећење голењачког нерва је ретко и често је резултат:
- директне трауме,
- укљештења кроз уски простор,
- компресије током дужег временског периода.

Оштећење резултује губитком плантарне флексије, губитком флексије прстију и ослабљеном инверзијом (предњи тибиалис и даље може да инвертује стопало).

## Галерија
- Tibial nerve
- Cross-section through middle of left calf
- Cutaneous nerves of the right lower extremity. Front and posterior views
- Diagram of the segmental distribution of the cutaneous nerves of the sole of the foot
- A schematic of the sacral plexus with the origin of the tibial nerve shown (labeled at the bottom left)
- Tibial nerve
- Tibial nerve
- Tibial nerve